# Ужоговица (деревня)
Ужоговица — деревня в Слободском районе Кировской области в составе Светозаревского сельского поселения.

## География
Находится на расстоянии примерно 6 км по прямой на юго-восток от районного центра города Слободской.

## История
Известна с 1926 года, когда в ней (деревня Ужеговица) было учтено дворов 5 и жителей 10, в 1950 20 и 72 соответственно. В 1989 году оставалось 6 постоянных жителей . Ныне имеет дачный характер.

## Население
Постоянное население  составляло 2 человека (удмурты 100%) в 2002 году, 0 в 2010.